# Microcyphus
Microcyphus is een geslacht van zee-egels uit de familie Temnopleuridae.

## Soorten
- Microcyphus annulatus Mortensen, 1904
- Microcyphus ceylanicus Mortensen, 1942
- Microcyphus compsus H.L. Clark, 1912
- Microcyphus excentricus Mortensen, 1940
- Microcyphus javanus Jeannet, 1935 †
- Microcyphus keiensis Mortensen, 1942
- Microcyphus maculatus L. Agassiz, 1846
- Microcyphus melo Jeannet, 1935 †
- Microcyphus olivaceus (Döderlein, 1885)
- Microcyphus rousseaui L. Agassiz, 1846
- Microcyphus zigzag L. Agassiz, 1846

## Synoniemen
- Anthechinus A. Agassiz, 1864[1]